# Sari, Iran
Sari uttal (fil) (persiska سارئ) är en stad i norra Iran, inte långt ifrån Kaspiska havet. Den är administrativ huvudort för delprovinsen Sari och för provinsen Mazandaran och har lite mer än 300 000 invånare. Namnet Sari kommer antagligen från Sarooyeh[källa behövs] vilket är ett namn på sonen av en tabarsetankung. Saris mest kända torg är "Meydane Saat" vilket betyder "Klocktorget". I Sari talar invånarna dialekten mazenderani.

## Kända personer från Sari
- Mina Assadi, poet, författare, låtskrivare och journalist.
- Maria Khorsand, VD för SP Sveriges Tekniska Forskningsinstitut.
- Zinat Pirzadeh, ståuppare, författare, skådespelare.
- Hasti Radpour, konstnär.